# あずきバー

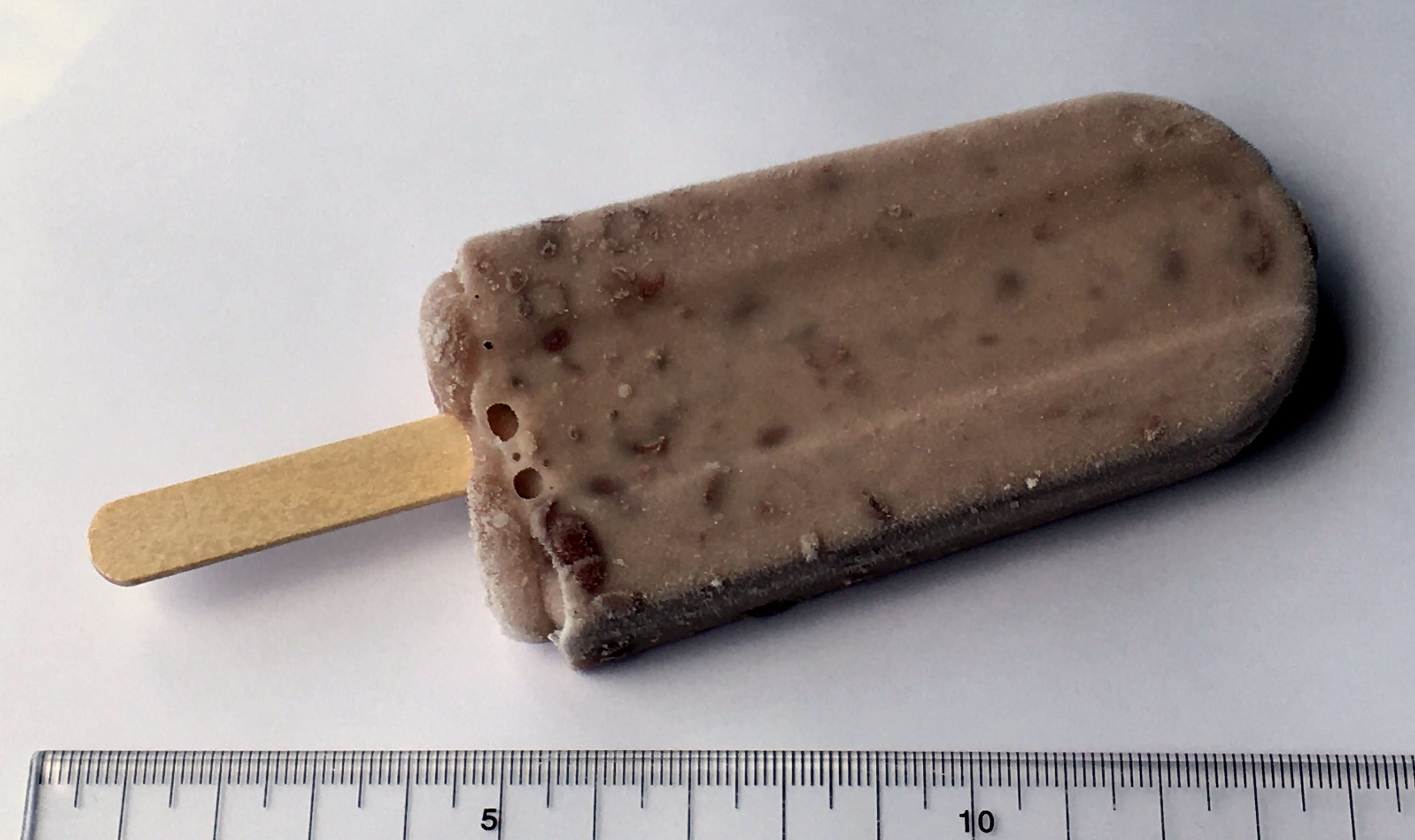
あずきバー

あずきバーは、菓子メーカーの井村屋が1973年から製造・販売している氷菓。

## 特徴
1本の内容は65 mL、熱量は112キロカロリー、希望小売価格は2023年時点で税抜80円。
原材料は砂糖（国内製造）、小豆（北海道産と北米産）、水あめ、食塩の4種類しか使っておらず、それにより小豆本来の味わいを引き出せるようにしている。過去にはコーンスターチが原料の一部に使われていたこともあったが、現在はあずきパウダーに変更されている。小豆は1本あたり100粒ほど入っている。通常のアイスクリームとは違って、安定剤や乳化剤などの添加物は使っていない。
小豆は縁起が良く健康にも良い食品として古くより毎月1日と15日に食されてきたことから、井村屋は毎月1日を「あずきの日」に制定し、日本記念日協会から認定を受けた。さらに「あずきバーを食べて暑い夏を乗り切っていただきたい」との趣旨から、本格的な暑さを迎える7月1日を「井村屋あずきバーの日」に制定し、2007年にこれも同協会から認定を受けた。「あずきバー」は2013年に商標として登録された。

### 固さ
「あずきバー ＝ 固い」というイメージは日本で広く定着している。井村屋は消費者に対し「固く凍っているため、歯を痛めないようにご注意ください」と注意喚起しており、柔らかく食べる工夫として、室温や冷蔵庫で数分置く、牛乳などのドリンクに浸して食べるなどの方法が知られている。また昔の製品と比べ、嗜好の変化から甘さが控えられた結果、水分量が増加し氷の割合が増えたため固くなっている。
2016年に岐阜県関市の刃物メーカーがデジタル硬度計であずきバーのロックウェル硬さを測定する実験を行い、硬度が一定に定まらず測定不能としたが、実験中に最大HRCが300を超えたことを「サファイア超え」などと表現したためインターネットを中心に『あずきバーはサファイアより硬い』という誤解が広まり、後日メーカーは測定機器の原理を解説した上で、あくまで測定不能であると改めて強調している。
あずきバーが固い理由として井村屋は以下の3点を挙げている。
- 乳化剤や安定剤（口あたりを良くする[6]）といった添加物を使用していない[7]
- 乳固形分（空気を含みやすく凍っても固くなりにくい[6]）が入っていない[7]
- シンプルな素材をぎっしり詰めるため[7]、空気の含有量が少ない[7]

これらを「あえて固くしているわけではなく、安心・安全を追求した結果、そうなっている」と語っており、過去3回「やわらかあずきバー」を販売したこともあるが、いずれも全く売れなかった。

## 製造
あずきバーの製造は、原料の小豆の選別から出荷まで全て井村屋の社内で完結しており、こうした一貫体制は菓子製造会社ではあまり例が無い。
製造工程はまず、1日1億粒の小豆を色・形・重さなど6つの選別基準に従って選別するところから始まる。最初に上下2層のふるいにかけ、大きさが7ミリ以下5ミリ以上の粒だけを選り分ける。次に、下から風を吹き付ける選別機により、軽すぎたり皮が割れた粒を取り除く。こうした選別が全部で5ステップあり、最後のものは空中に飛ばした粒を上下からカメラ撮影し、規格に合わない色のものをエアーで吹き落として除く。最終的に全体の2%の粒が取り除かれるが、この選別作業によって小豆が均一となり、炊きムラが無くなる。
選別した粒は丸一日水に浸し、煮る段階に入ってからもアクを抜くため何度も水を入れ替える必要がある。一番難しいのは砂糖を入れるタイミングで、早く入れすぎると浸透圧で豆の水分が抜けて柔らか味がなくなるため、熟練職人の勘と技が欠かせない。そもそも農作物である以上、小豆の状態は日々変わるものであり、火の強さや圧力、炊き時間などを随時適切に調整する必要があり、小豆を炊く工程はベテランが手作業で関わっている。
こうして出来上がった熱々の原液は、バイターラインと呼ばれる夥しい数のアイスの金型に流し込まれ、一気に冷やされる。しかし単純に冷やすと小豆が下に沈殿して偏りが出てしまうため、原液を攪拌しつつ、かつ一秒でも早く凍らせることが重要になってくる。急速に冷やすことは、小豆の香りを飛ばさないことにもつながる。全体が凍り切る前に、取っ手の棒がまだ凍っていない中心部へ差し込まれる。

## 販売
あずきバーは日本全国のスーパーの9割で取り扱っており、氷菓ジャンルの売上シェアや人気ランキングで常に上位にあがるなど、世代を超えた国民的商品となっている。2014年時点で井村屋の売上高構成比の約20%を占め、井村屋にとっても看板商品である。
2021年時点の購買層は、箱入りタイプは60 - 70代、コンビニで多い1本売りは40 - 50代が多い。
2020年前後の販売本数の推移は以下の通りとなった。
- 2010年 - 2億5800万本[14]
- 2017年 - 2億5800万本[3]
- 2018年 - 2億7500万本[17]
- 2019年 - 2億5400万本[17]
- 2020年 - 2億9200万本[17]
- 2021年 - 3億本[4]

特別な施策なしで販売が好調に推移した理由として井村屋はコロナ禍を挙げ、在宅時間の増加でアイス類を家族単位で喫食する機会が増えたこと、買物の時短が求められたため手早く選べる著名ブランドが有利になったこと、健康意識の高まりから健康食品としてのあずきが選ばれやすくなったことを指摘した。
井村屋は2019年にマレーシアで現地法人を設立した。そしてイスラム教徒が食べられるようハラル認証を取得した原料を使い、マレーシア人の好みに合わせて甘さを抑えた「AZUKI BAR」を現地生産し、2021年から同国で販売を開始した。

## 歴史
三重県松阪市で井村和蔵が起こした羊羹屋を継いだ息子の二郎は、戦後にガムやビスケットなど欧米の菓子製造にも手を広げて成功し、1963年にはバニラアイス製造にも乗り出した。当時は家庭用冷蔵庫が急速に普及し、アイス市場の拡大が見込まれていた。しかし既にそこは「ホームランバー」がヒットするなど大手乳製品メーカーがシェアを押さえていて正攻法では食い込むのが難しいと分かり、二郎は開発担当者に「ぜんざいをそのまま凍らせたらどうだ、やってみろ」と、持ち前の小豆のノウハウを生かした新タイプの氷菓開発を指示した。それまで小豆入りのアイスはあったが、小豆そのものをアイスにした商品は皆無だったのである。加えて、餡の需要が落ち込む夏に餡菓子の販売を促進したいという意図もあった。
1972年頃から始まった開発で一番苦心したのは小豆が重力に負けずアイスの中へ均等に散らばるようにすることで、水あめやコーンスターチの配合を模索したり、原液に適度なとろみがつくようにしたり、型に入れる時の温度を調整したり、冷却時に原液を揺する、凍らせる速度を工夫するなどの試行錯誤を重ねた。商品名は、素材感をダイレクトに訴求できるよう「あずきバー」とされた。こうして完成したあずきバーは、1973年に1本30円で発売された。当時の一般的アイスの価格帯である10円より割高だったが、あずきバーは発売直後からヒット商品となった。
その後も甘さや味の設計に大きな変化はないが、消費者の嗜好に合わせて数年ごとの微調整はしており、発売当初に比べると今は3-4割ほど甘さが控えめになっている。
2019年と2020年にはTwitterで「あずさんはガードが固い」という漫画を連載した。

## コラボ
- 2013年には発売40周年を記念してラジオ番組とコラボし、周囲を柚子アイスでコーティングした「ゆずあずきバー」を販売した[24]。
- 2015年にあずきバーは岐阜県関市のふるさと納税の返礼品になった[7]。関市は刃物の生産で知られており、「硬さ」つながりでのコラボとなった[7]。2017年に同市で開催された第50回刃物まつりでは、日本刀をリアルに模した「日本刀アイス『あずきバー』」（刀身65cm程度、全体87cm程度）が制作・展示された[8]。
- 2017年にタカラトミーアーツは、あずきバー専用の手動かき氷機「おかしなかき氷 井村屋あずきバー」を開発・発売した[25]。同社は既に「おかしなカキ氷 ガリガリ君」など類似商品の開発経験があったが[26]、あずきバーの固さは別格で苦心したという[27]。